# 迪爾伯恩 (密蘇里州)
迪爾伯恩（英語：Dearborn）是位於美國密蘇里州布坎南縣及普拉特縣的城市。

## 人口
根據2020年美國人口普查的數據，迪爾伯恩的面積為2.16平方千米，當中陸地面積為2.12平方千米，而水域面積為0.04平方千米。當地共有人口482人，而人口密度為每平方千米223人。